# Apennin-Gelbbauchunke
Die Apennin-Gelbbauchunke oder Italienische Gelbbauchunke (Bombina pachypus; alternativ: Bombina variegata pachypus) gehört innerhalb der Ordnung der Froschlurche zur „urtümlichen“ Familie Bombinatoridae und zur Gattung der Unken. Der taxonomische Status dieser 1991 aufgrund genetischer Unterschiede als eigenständig postulierten Art wird kontrovers diskutiert; manche Autoren ordnen sie weiterhin bzw. wieder als Unterart der Gelbbauchunke (Bombina variegata) zu.

## Merkmale

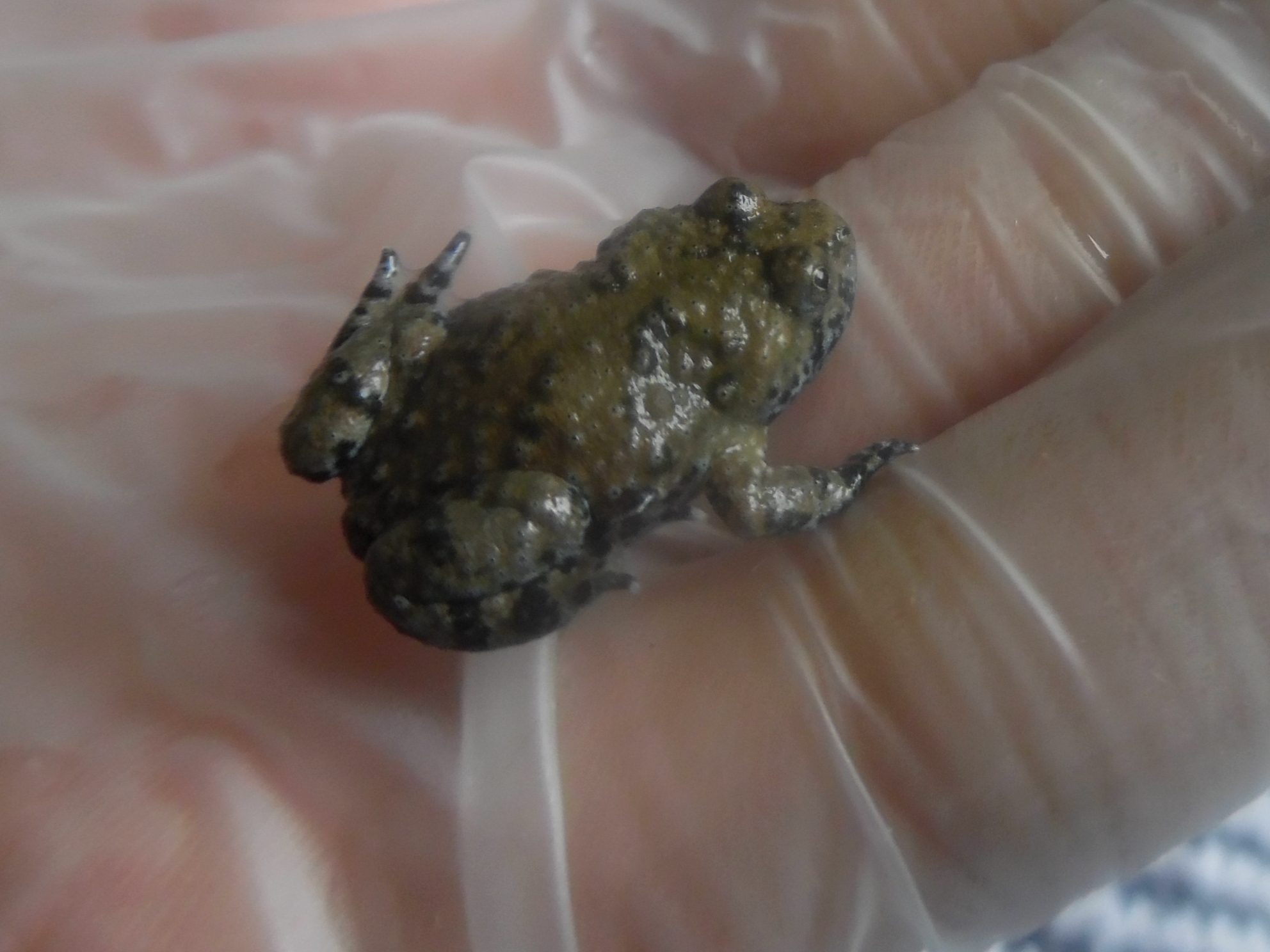
Jungtier

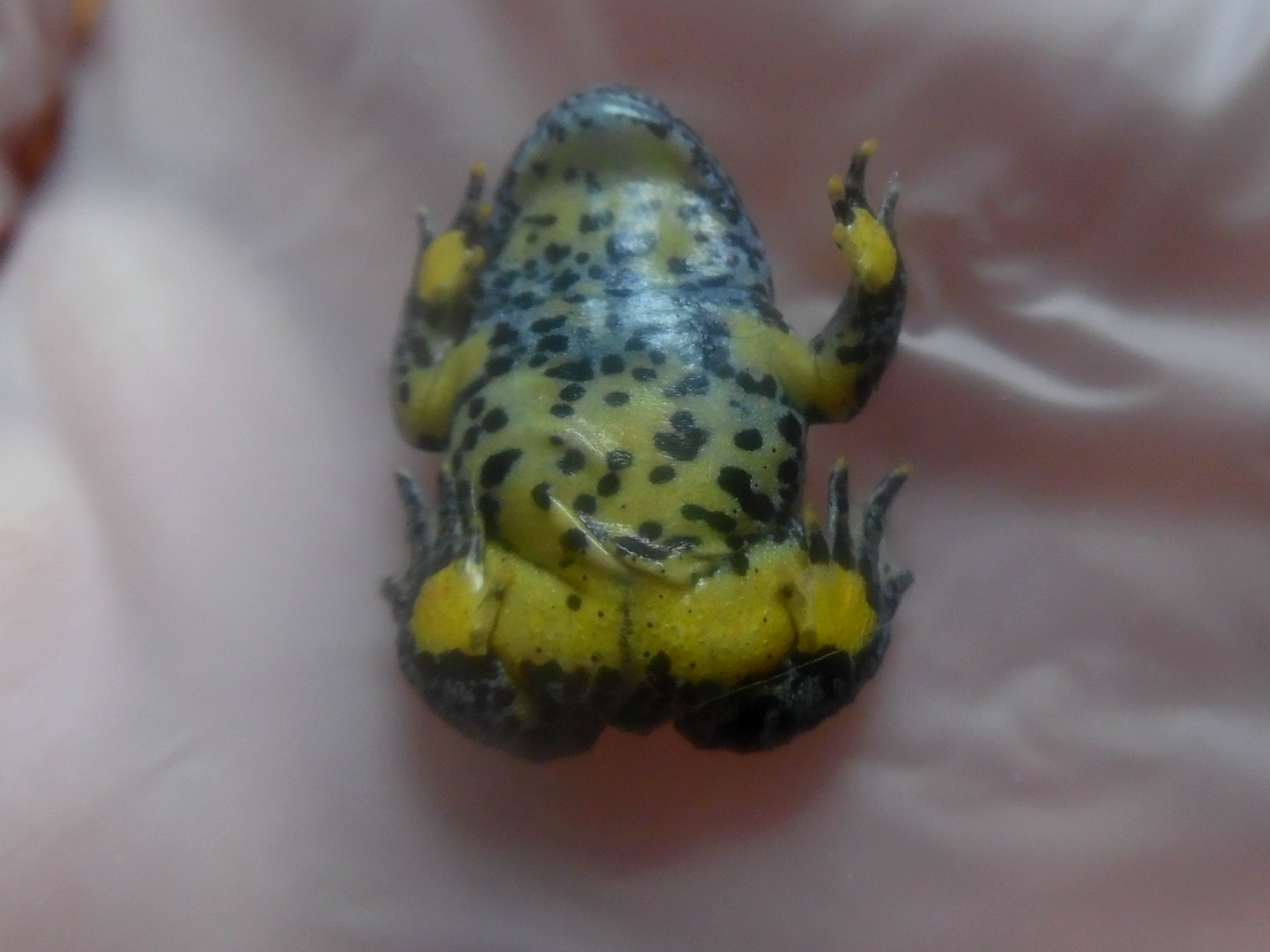
Jungtier, Bauchseite

Die Tiere entsprechen in Größe und Aussehen weitgehend der Gelbbauchunke. Die Männchen und Weibchen sind entsprechend zwischen 35 und 55 Millimetern groß. Die Oberseite ist graubraun, dabei oft mit verwaschenen, helleren Flecken. Die Unterseite inklusive der Innenseiten der Gliedmaßen und der Finger und Zehen ist graublau bis schwarzblau mit auffallenden, hellgelben bis orangen Flecken oder Flächen, die meist mehr als die Hälfte der Unterseite einnehmen. Ähnlich wie Gelbbauchunken des Balkans neigt die Apennin-Gelbbauchunke zu größerflächig zusammenhängend gelb oder orange gefärbten Bauchpartien.

## Verbreitung

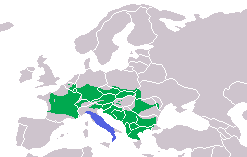
Verbreitung der Apennin-Gelbbauchunke (blau) und der Gelbbauchunke (grün)

Während das Verbreitungsgebiet der Gelbbauchunke (Nominatform) in Italien etwa in der Höhe des Po seine südliche Grenze aufweist, kommt südlich desselben nur die Apennin-Gelbbauchunke vor; es gibt also keine Gebiete, in denen beide Taxa vertreten sind.

## Gefährdung
Aufgrund des begrenzten Lebensraumes sowie der Lebensweise muss bei der Apennin-Gelbbauchunke eine Gefährdung durch Habitatzerstörung angenommen werden. Ihr Schutzstatus gemäß FFH-Richtlinie entspricht dem der Gelbbauchunke.